# Canhusen
Canhusen is een dorp in de Duitse deelstaat Nedersaksen. Bestuurlijk maakt het deel uit van de gemeente Hinte, gelegen in de Landkreis Aurich in Oost-Friesland.
Het dorp ligt in een deel van Oost-Friesland dat vanaf ongeveer het jaar 1000 met dijken beschermd werd. De eerste dijken gaven bepaald nog geen zekerheid. De Leybocht groeide nog steeds en bereikte halverwege de veertiende eeuw zijn grootste omvang. Canhusen wordt in 1379 voor het eerst in een oorkonde vermeld en ligt dan vlak bij de Leybocht. Bij het dorp staat dan een borg van de hoofdeling Folkmar Allena. Deze hoofdeling verliest uiteindelijk zijn macht aan Ocko II tom Brok.
In 1498 komt Canhusen echt binnen een dijk te liggen. Het dorp krijgt in 1560 een eigen kerk, welke in 1789 plaats maakte voor het huidige kerkgebouw.
- Virtual International Authority File: 243845563